# Административное деление Нижнего Тагила

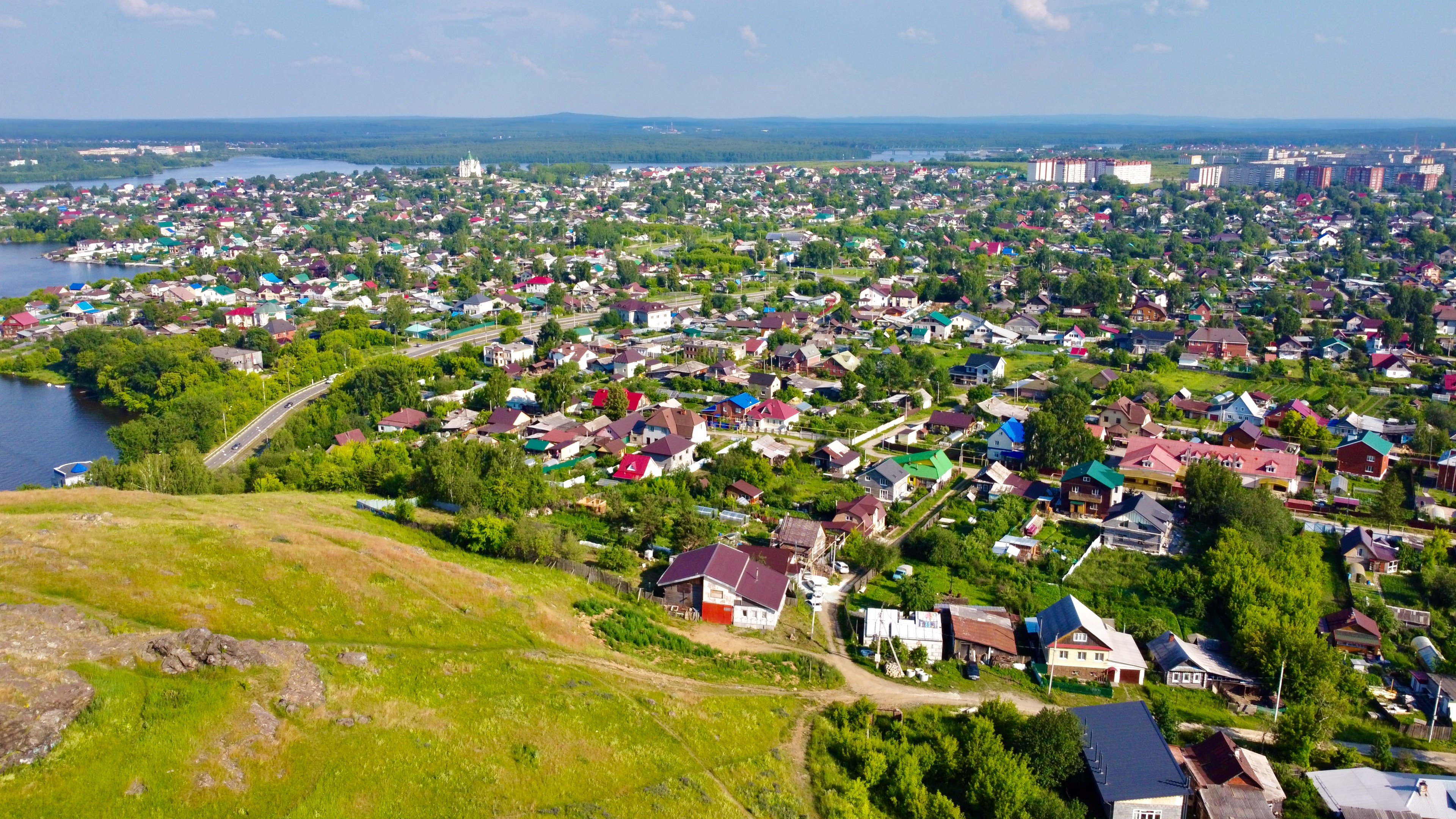
Вид на Старую Гальянку со стороны Лисьей горы

Нижний Тагил, крупный город в Свердловской области, делится на три внутригородских района (района го́рода).
В рамках административно-территориального устройства, он является городом (областного значения), которому с 2017 года подчинены 23 сельских населённых пункта.
В рамках местного самоуправления, город составляет муниципальное образование город Нижний Тагил со статусом городского округа, которому, помимо собственно города, подчинены также 23 сельских населённых пункта.
Районы города не являются муниципальными образованиями.

## Внутригородские районы
|    | Внутригородской район | Площадь, км² | Население, чел. | Код ОКАТО  |
| -- | --------------------- | ------------ | --------------- | ---------- |
| 1. | Дзержинский           | 43,8         | ↘110 331        | 65 476 370 |
| 2. | Ленинский             | 373,0        | ↘106 372        | 65 476 374 |
| 3. | Тагилстроевский       | 93,76        | ↗122 263        | 65 476 382 |

## Микрорайоны
Помимо административных районов, Нижний Тагил также включает множество жилых и промышленных районов:
- Северный жилой массив (жилые районы Рудник (микрорайоны Центральная часть, Вторая Ольховка и промзона) и Ольховка);
- Тагилстроевский жилой массив (жилые районы Смычка (частный сектор, городской мкр., станция Смычка, коллективный сад и промзона), Огнеупорный (городской мкр., частный сектор и Огнеупорный завод), Тагилстрой (микрорайоны Центральный, Свечки, Техпосёлок, Парк Культуры и промзона));
- Северо-западный жилой массив (жилые районы Кирпичный (жилая часть и промзона), Пырловка, Евстюниха, Песчаный, Зайгора, Рогожино);
- Черемшанский жилой массив (жилые районы Верхняя Черемшанка, Нижняя Черемшанка и Выйская Плотина);
- Центральный жилой массив (жилые районы Центр города (микрорайоны Центральная часть, Исторический центр, Вокзальный, Островский, Папанинский и промзона за Вокзалом), Красный Камень (микрорайоны Центральный, Приречный и Букатино), ВМЗ (микрорайоны Центральный и Шахты, а также завод «ВМЗ»), Выя (микрорайоны Центральный, Вогульский и Китайка), Лебяжка (жилая часть и промзона), Старая Выя и два промышленных района ВЖР и ЛАЦ);
- Дзержинский жилой/индустриальный массив (жилые районы Вагонка (микрорайоны Центральная часть, Ватиха, Пихтовые Горы, Девятый, Алтайский, Садоводы и промзона), Северный (жилая часть и «Химический» завод), Красный Бор (Посёлок при станции Вагонозавод и коллективный сад), Сухоложский (микрорайоны Центральная часть и коллективный сад), Валегин Бор (2 мкр.) и промышленные районы УВЗ и УХП);
- Гальяно-Горбуновский жилой массив (жилые районы Новая Гальянка (микрорайоны Красногвардейский, Октябрьский, Фотеевский, Мурьинский Пруд и промзона), Старая Гальянка (микрорайоны Центральный, Западный, Лисьегорский и Ключи), Голый Камень, Фотеево (микрорайоны Первое и Второе), Запрудный, Палёная Гора и Горбуново);
- Кушвинский жилой массив (жилые районы Новая Кушва (жилая часть, южная часть, 25 квартал и промзона) и Малая Кушва (микрорайоны Железнодорожный, Центральный и лесопарковая зона));
- Южный жилой массив (жилые районы Старатель (микрорайоны Центральный, Дачный, Посёлок станции Старатель, Руш и полигон «НТИИМ») и Новые Ключики (жилая часть и санаторий));
- Центральный Индустриальный массив (промышленные районы ЗМК, НТМК, КоксоХим, КРЗ/КаЦи, ЖБИ-1 и ЖБИ-2).

## Территориальные администрации

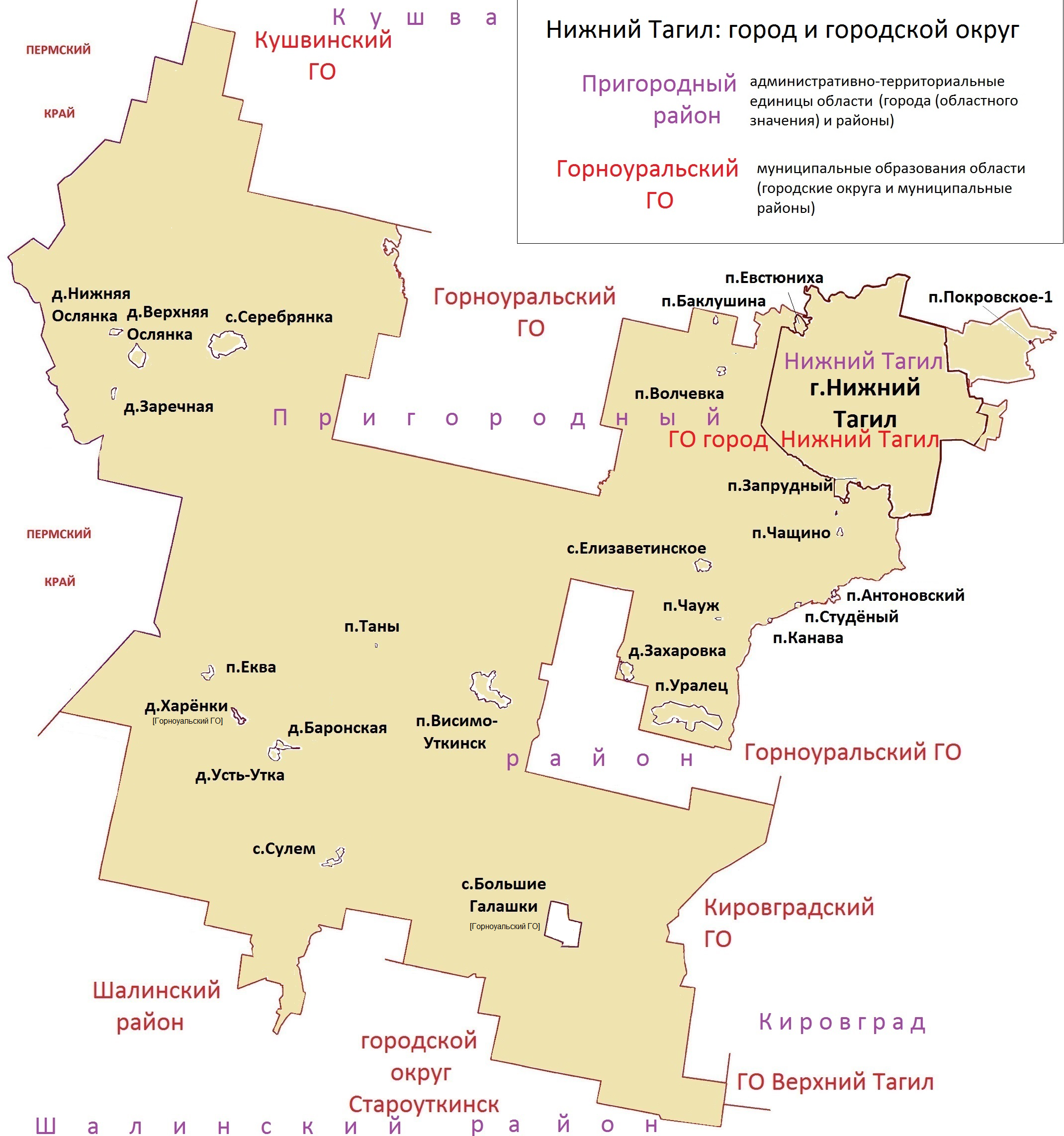
Нижний Тагил: город и городской округ с подчинёнными городу сельскими населёнными пунктами

Городу Нижнему Тагилу подчинены 23 сельских населённых пункта, ранее входивших в состав административно-территориального Пригородного района области, входящих вместе с городом и соответствующими прилегающими территориями в состав муниципального образования город Нижний Тагил со статусом городского округа. Два из этих сельских населённых пунктов подчинены непосредственно администрациям районов го́рода (посёлок Евстюниха администрации Ленинского района, а посёлок Запрудный администрации Тагилстроевского района). Остальные сельские населённые пункты городского округа распределены между семью территориальными администрациями.
- Администрация Ленинского района (п. Евстюниха)
- Администрация Тагилстроевского района (п. Запрудный)
- Территориальная администрация посёлка Уралец (п. Уралец, д. Захаровка);
- Висимо-Уткинская территориальная администрация (п. Висимо-Уткинск, п. Таны);
- Покровская территориальная администрация п. Сокол (Покровское-1)[10];
- Серебрянская территориальная администрация (с. Серебрянка, с. Верхняя Ослянка, д. Заречная, д. Нижняя Ослянка);
- Сулёмская территориальная администрация (с. Сулём);
- Усть-Уткинская территориальная администрация (д. Усть-Утка, д. Баронская, п. Ёква);
- Чащинская территориальная администрация (п. Чащино, п. Антоновский, п. Студёный, п. Канава, п. Чауж, с. Елизаветинское, п. Волчёвка, п. Баклушина).

Анклавно не подчинены Нижнему Тагилу относящиеся к Горноуральскому городскому округу две деревни: Большие Галашки и Харёнки.